# Катастрофа FH-227 в Андах
Катастрофа FH-227 в Андах (також відома як Диво в Андах (ісп. El Milagro de los Andes)) — авіаційна катастрофа, що сталася в Андах 13 жовтня 1972 року. Авіалайнер Fairchild FH-227D ВПС Уругваю виконував чартерний рейс FAU 571 за маршрутом Монтевідео—Мендоса—Сантьяго, а на його борту перебували 5 членів екіпажу і 40 пасажирів (члени регбійної команди «Old Cristians», їхні родичі та спонсори). На підльоті до Сантьяго лайнер потрапив у циклон, врізався в скелю і впав біля підніжжя гори — згаслого вулкана Тінгуїріріка. 12 осіб загинуло під час падіння і зіткнення зі скелею, ще 6 померли пізніше від ран і холоду. Потім з решти 27 уцілілих загинули ще 8 внаслідок сходження лавини, яка накрила їхнє «житло» з фюзеляжу літака, а пізніше ще 3 померли від ран.
У тих, що вижили, був мінімальний запас їжі, крім того, вони не мали джерел тепла, необхідних для виживання в суворому холодному кліматі на висоті 3600 метрів. Зневірившись від голоду і повідомлення по радіо про те, що «всі заходи з пошуку зниклого літака припиняються», люди стали їсти заморожені тіла своїх загиблих товаришів. Рятувальники дізналися про вижилих лише через 72 дні, коли двоє пасажирів (Нандо Паррадо і Роберто Канесса) після 10-денного гірського переходу зустріли чилійського фермера, який надав їм першу допомогу і повідомив владі про інших пасажирів рейсу 571.

## Літак
Fairchild FH-227D (реєстраційний номер T-571, серійний 572) випущено 1968 року і того ж року передано ВПС Уругваю. Оснащений двома турбогвинтовими двигунами Rolls-Royce Dart 532-7. На день катастрофи налітав 792 години.

## Екіпаж
Склад екіпажу рейсу FAU 571 був таким:
- Командир екіпажу — 39-річний полковник Хуліо Сесар Феррадас (ісп. Julio César Ferradas). Одночасно був КПС-інструктором. За час 20-річної служби у ВПС налітав 5517 годин[1]. Для нього це був 29-й переліт через Анди. Загинув у момент катастрофи.
- Помічник командира — 41-річний підполковник Данте Ектор Лагурара (ісп. Dante Héctor Lagurara). Раніше пілотував винищувачі[2]. В момент катастрофи отримав важкі травми, від яких помер на 2-й день.
- Штурман — 30-річний лейтенант Рамон Мартінес (ісп. Ramón Martínez). Як штурман літав 9 років[3]. Загинув у момент катастрофи.
- Бортмеханік — 24-річний капрал Карлос Роке (ісп. Carlos Roque). Відслужив у транспортному підрозділі 4 роки. Вижив у катастрофі, але загинув внаслідок сходу лавини через 2 тижні[4].
- Бортпровідник — 26-річний капрал Овідіо Хоакін Рамірес (ісп. Ovidio Joaquín Ramírez)[5]. Загинув у момент катастрофи.

## Хронологія подій
Катастрофа
В п'ятницю 13 жовтня 1972 року Fairchild FH-227D борт T-571 летів через Анди з Монтевідео в Сантьяго. На його борту перебувала команда з регбі «Old Cristians» з Монтевідео (17 осіб), яка летіла в Сантьяго на матч.
Політ почався напередодні, 12 жовтня, коли рейс 571 вилетів з аеропорту Карраско, але через погану погоду приземлився в аеропорту Мендоси (Аргентина) і залишився там на ніч. Літак не зміг безпосередньо вилетіти в Сантьяго через погоду, тому пілотам довелося летіти на південь паралельно горам Мендоси, потім повернути на захід, після чого прямувати на північ і почати зниження на Сантьяго після проходження Куріко.
Коли пілот повідомив про проходження Куріко, авіадиспетчер дозволив зниження на Сантьяго. Це було фатальною помилкою. Лайнер влетів у циклон і почав зниження, видимість упала до нуля, пілоти орієнтувалися тільки за часом. Коли циклон було пройдено, прямо перед лайнером виявилася скеля, можливості уникнути зіткнення не було. О 15:30 рейс FAU 571 зачепив хвостовою частиною вершину піку. Внаслідок ударів об скелі і землю лайнер втратив хвостову частину і обидва крила, а понівечений фюзеляж скотився на великій швидкості по схилу, поки не врізався носом у брили снігу.
Перші дні
З 40 пасажирів і 5 членів екіпажу 12 загинули під час катастрофи або незабаром після неї; потім ще 5 померли до наступного ранку. 28 осіб, що залишилися в живих, зіткнулися з проблемою виживання в суворих кліматичних умовах. Люди не мали ні теплого одягу та взуття, ні альпіністського спорядження, ні медикаментів. Щоб хоч якось допомогти пораненим товаришам, два студенти-першокурсники з медичного коледжу робили гамаки і медичні шини з уламків літака.
Пошукові операції
Влади трьох країн (Аргентини, Уругваю та Чилі) негайно почали операції з пошуку рейсу 571, але виявити літак так і не вдалося. Це трапилося тому, що: владі був відомий лише приблизний маршрут польоту рейсу 571, пілоти повідомили диспетчеру неправильні координати свого розташування і уламки білосніжного фюзеляжу лайнера були просто непомітні на тлі снігових полів і сусіднього льодовика, який після катастрофи отримав назву «Льодовик сліз» (Glaciar de las Lágrimas; англ. Glacier of Tears). На 8-й день усі пошукові операції було припинено. Пасажири рейсу 571 знайшли невеличкий радіоприймач і пасажир Рой Гарлі (ісп. Roy Harley) першим почув цю новину на 11-й день після катастрофи.
Канібалізм, схід лавини
У тих, що вижили, був мізерний запас їжі: кілька плиток шоколаду, трохи крекерів і кілька пляшок вина. Заради економії все це розділили порівну і розтягнули на кілька днів. Воду видобували зі снігу, розтоплюючи його на металевих пластинах на сонці.
Але навіть за суворої економії запаси їжі швидко скінчилися, до того ж кругом не було ні рослин, ні тварин. Щоб не померти з голоду, було вирішено їсти трупи загиблих товаришів. Це рішення було прийнято свідомо, попри те, що кожен із загиблих був чиїмсь другом, однокурсником або родичем. Крім того, всі пасажири літака були католиками і спочатку довго опиралися, вважаючи цю пропозицію образливою і недоречною. Але через кілька днів голод виявився сильнішим від розуму, страху і норм моралі.
29 жовтня, поки вцілілі спали, з гір на долину, де розташовувався фюзеляж рейсу 571, зійшла лавина. Загинули ще 8 осіб. Три доби живі разом з трупами були затиснуті снігом у тісному просторі залишків літака. Потім Нандо Паррадо вибив маленьке віконце в кабіні пілотів ногами і врятував людей від задухи.
Як вважає Нандо Паррадо, якщо б не ця лавина, то вони б усі загинули, оскільки лавина вкрила фюзеляж літака снігом і врятувала їх від подальших снігових бур, і, крім того, у них з'явилося 8 нових тіл, що дозволили протриматися зайвих 1,5 місяця.
Перший похід
Ще перед лавиною вцілілі зрозуміли, що допомога не прийде і потрібно рятуватися самим. За словами пілотів, вони пролетіли Куріко і це означало, що Поздовжня долина Чилі розташована лише за декілька миль на захід від місця катастрофи. У похід зголосилися Нандо Паррадо, Роберто Канесса, Нума Туркатті і Антоніо Візинтін, але Туркатті помер від зараження крові незадовго до експедиції.
Канесса довго не наважувався йти в похід, очікуючи закінчення зими і підвищення температур. Потім мандрівники рушили в дорогу; пасажири літака віддали їм багато теплого одягу і людського м'яса, щоб бути впевненими в успіху майбутньої операції. Несподівано трійка людей знайшла відірвану хвостову частину літака, в якій був багаж. У валізах вони знайшли шоколад, сигарети, чистий одяг і багато іншого. Переночувавши там, вони рушили далі до Чилі, проте на другий день мало не померли від різкого зниження температури та погіршення погодних умов. Тоді було вирішено повернутися до хвоста літака, забрати акумулятори і повернутися на місце падіння фюзеляжу, щоб за допомогою радіо звідти послати сигнал лиха.
Боротьба з холодом
У перші кілька днів після катастрофи вцілілі спалили всі гроші. Згодом, коли горючі предмети закінчилися, то ночами, щоб зігрітися, всі втрьох лягали один на іншого. Кожні півгодини вони били один одного по обличчю і тілу, щоб зігрітися. Якщо хтось хотів помочитися, він робив це собі на руки, щоб зігріти їх.
Важкі рішення
Повернувшись до хвостової частини, Канесса, Паррадо і Візинтін зрозуміли, що батареї дуже важкі і дотягнути їх до фюзеляжу неможливо. Тоді вони повернулися до решти, забрали з кабіни пілотів рацію і вирішили повернутися до хвоста, щоб послати сигнал звідти. З собою в черговий похід вони взяли Роя Гарлі, який краще за всіх розбирався в електроніці. Але з цієї ідеї нічого не вийшло. Члени експедиції повернулися назад і зрозуміли, що єдиним шляхом до спасіння є тільки перехід через гори до Чилі.
Але також стало зрозуміло і те, що без ночівлі в горах цей перехід ставав неможливим і тоді виникла ідея спального мішка. Було вирішено зшити разом великі шматки тканини, принесені з хвоста. Цим зайнявся Карлитос Паес, якого вчила шити мати. Щоб справа йшла швидше, він навчав інших і ті допомагали йому в роботі. Після того, як спальний мішок був закінчений, 12 грудня мандрівники вирішили здійснити перехід через Анди до Чилі.
Остання експедиція

Зона катастрофи рейсу 571. Зелений пунктир — маршрут останньої експедиції Паррадо і Канесси

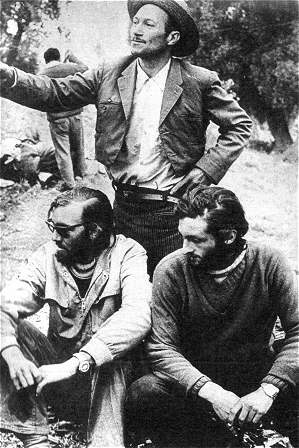
Паррадо і Канесса поруч із чилійським пастухом Серхіо Каталаном

12 грудня Паррадо, Канесса і Візинтін виступили в похід. Ініціативу взяв на себе Паррадо, який підганяв стомлених товаришів. Спальний мішок допоміг їм не померти в нічний час від холоду.
Експедиція зайняла більше часу, ніж припускали мандрівники, тому на третій день Паррадо і Канесса, взявши у Візинтіна частину м'яса, відправили його назад до фюзеляжу. Візинтін вдало дістався назад на саморобних санях, зроблених з уламків літака.
Паррадо і Канесса продовжили свій шлях. Роберто захворів дизентерією. Поступово сніжний ландшафт зник, стали траплятися сліди життєдіяльності людини. На 9-й день шляху в Лос Майтенесі (34°48′44″ пд. ш. 70°35′20″ зх. д. / 34.81222° пд. ш. 70.58889° зх. д.) вони зустріли чилійського пастуха Серхіо Каталана (ісп. Sergio Catalán). Він повідомив владі про двох уцілілих пасажирів рейсу 571.
Незабаром Паррадо був залучений владою до рятувальної операції.
Порятунок
22 грудня два вертольоти досягли місця катастрофи літака, але, через погану погоду і неможливість повернутися цього ж дня, рятувальна експедиція забрала тільки половину пасажирів. Друга експедиція досягла цього місця вранці наступного дня. Всіх 16 живих пасажирів врятували і доставили до лікарні Сантьяго. В них діагностували висотну хворобу, зневоднення, обмороження, цингу, переломи кісток і недоїдання.

## Хронологія смертей

### Жовтень 1972 року
12 жовтня (четвер)
Екіпаж — 5, пасажири — 40 (всього — 45).
13 жовтня (п'ятниця)
12 загинуло (загиблих — 12, вижили — 33):
Гастон Костемальє: полковник Хуліо Сесар Феррадас — командир екіпажу: Алексіс Хоуні: Гідо Магрі: лейтенант Рамон Мартінез — штурман: Естер Орта Перес де Нікола: доктор Франсіско Нікола: Еухенія Долгай Дьєдаг де Паррадо: капрал Овідіо Хоакін Рамірез — бортпровідник: Даніель Шоу: Карлос Валета: Фернандо Васкес
14 жовтня (субота)
Померли ще 5 осіб. (загиблих — 17, вижили — 28):
Франсіско Абаль
підполковник Данте Ектор Лагурара — помічник командира: Хуліо Мартінес-Ламас: Феліпе Макірріаїн: Грасіела Аугусто Гуміла де Маріані
21 жовтня (субота)
Померла Сусана Паррадо (загиблих — 18, вижили — 27).
29 жовтня (неділя)
8 людей загинули від сходу лавини (загиблих — 26, вижили — 19):
Даніель Маспонс: Хуан Карлос Менендес: Ліліана Наварро Петралья де Метоль: Густаво Ніколіч: Марсело Перес: Енріке Платеро: капрал Карлос Роке — бортмеханік: Дієго Сторм

### Листопад 1972 року
15 листопада (середа)
Помер Артуро Ногейра (загиблих — 27, вижили — 18).
18 листопада (субота)
Помер Рафаель Ечаваррен (загиблих — 28, вижили — 17).

### Грудень 1972 року
11 грудня (понеділок)
Помер Нума Туркатті (загиблих — 29, вижили — 16).
12 грудня (вівторок)Паррадо, Канесса і Візинтін вирушають у похід через гори.
15 грудня (п'ятниця)Паррадо і Канесса відсилають Візинтіна назад до фюзеляжу. Той дістався туди ввечері.
20 грудня (середа)Паррадо і Канесса зустрічають Серхіо Каталана.
21 грудня (четвер)Паррадо і Канесса врятовані.
22 грудня (п'ятниця)
6 людей врятовано.
23 грудня (субота)
8 людей врятовано. 16 вижили.
26 грудня (вівторок)У передовиці газети «El Mercurio» міста Сантьяго повідомляється про те, що всі, хто вижили, вдалися до канібалізму.

## Список пасажирів

### Екіпаж
- полковник Хуліо Сесар Феррадас (ісп. Julio César Ferradas), командир екіпажу
- підполковник Данте Ектор Лагурара (ісп. Dante Héctor Lagurara), помічник командира
- лейтенант Рамон Мартінез (ісп. Ramón Martínez), штурман
- капрал Карлос Роке (ісп. Carlos Roque), бортмеханік
- капрал Овідіо Хоакін Рамірез (ісп. Ovidio Joaquín Ramírez), бортпровідник

### Пасажири
(тих, що вижили, позначено жирним шрифтом, гравців команди «Old Cristians» позначено *)
| - Франсіско Абаль (ісп. Francisco Abal) - Хосе Педро Альгорта (ісп. José Pedro Algorta) - Роберто Канесса* - Гастон Костемальє (ісп. Gastón Costemalle) - Альфредо Дельгадо (ісп. Alfredo Delgado) - Рафаель Ечаваррен (ісп. Rafael Echavarren) - Даніель Фернандес (ісп. Daniel Fernández) - Роберто Франсуа (ісп. Roberto Francois) - Рой Гарлі* (ісп. Roy Harley) - Алексіс Гоуні* (ісп. Alexis Hounié) - Хосе Луїс Інсіарте (ісп. José Luis Inciarte) - Гідо Маґрі* (ісп. Guido Magri) - Альваро Мангіно (ісп. Álvaro Mangino) - Феліпе Макірріаїн (ісп. Felipe Maquirriain) - Граціела Августо Гуміла де Маріані (ісп. Graciela Augusto Gumila de Mariani) - Хуліо Мартінес-Ламас* (ісп. Julio Martínez-Lamas) - Даніель Маспонс* (ісп. Daniel Maspons) - Хуан Карлос Менендес (ісп. Juan Carlos Menéndez) - Хав'єр Метоль (ісп. Javier Methol) - Ліліана Наварро Петралья де Метоль (ісп. Liliana Navarro Petraglia de Methol) | - Франсіско Нікола (ісп. Francisco Nicola), лікар команди - Естер Орта Перес де Нікола (ісп. Esther Horta Pérez de Nicola) - Густаво Ніколіч* (ісп. Gustavo Nicolich) - Артуро Ногейра* (ісп. Arturo Nogueira) - Карлос Паес Родрігес (ісп. Carlos Páez Rodríguez) - Еухенія Долгай Дьєдаг де Паррадо (ісп. Eugenia Dolgay Diedug de Parrado) - Нандо Паррадо* (ісп. Nando Parrado) - Сусана Паррадо (ісп. Susana Parrado) - Марсело Перес* (ісп. Marcelo Pérez), капітан команди - Енріке Платеро* (ісп. Enrique Platero) - Рамон Сабелья (ісп. Ramón Sabella) - Даніель Шоу* (ісп. Daniel Shaw) - Адольфо Страуч (ісп. Adolfo Strauch) - Едуардо Страуч (ісп. Eduardo Strauch) - Дієго Сторм (ісп. Diego Storm) - Нума Туркатті (ісп. Numa Turcatti) - Карлос Валета (ісп. Carlos Valeta) - Фернандо Васкес (ісп. Fernándo Vázquez) - Антоніо Візинтін* (ісп. Antonio Vizintín) - Густаво Зербіно* (ісп. Gustavo Zerbino) |

## Подальші події
28 грудня 1972 року вцілілі провели прес-конференцію, де розповіли про своє існування між життям і смертю протягом 72 днів.
Пізніше рятувальники повернулися на місце катастрофи і поховали тіла загиблих під камінням і уламками фюзеляжу. Зверху було встановлено залізний хрест.
2009 року повідомлялося, що 16 пасажирів, які вижили, погодилися пропагувати донорство органів у кампанії, яка проводиться уругвайським Національним інститутом донорства та трансплантації і закликає громадян реєструватися в державній програмі донації органів. За словами одного з тих, що вижили — Хосе Луїса Інсіарте — вони радять людям укласти «угоду з життям», як зробили загублені в горах 37 років тому.

### Офіційний сайт
2002 року на честь 30-річчя подій в Андах відкрито офіційний сайт для тих, хто вижив. Сайт, що має назву «Viven! El Accidente de Los Andes» доступний іспанською та англійською мовами.

### Аварія на шахті Сан-Хосе
2010 року четверо уцілілих в катастрофі через відеозв'язок підтримали 33 шахтарів, заблокованих обвалом на шахті Сан-Хосе.

## Пам'ять у спорті
13 жовтня 2007 року в Монтевідео пройшов матч між клубом «Old Cristians» і збірною Чилі. М'яч у гру ввів чилійський пастух з Анд Серхіо Каталан, який першим виявив на 71-й день після катастрофи вижилих Паррадо і Канессу.

## Катастрофа в масовій культурі

### Книги
- Пірс Пол Рід[en] — «Живі: Історія врятованих в Андах[en]» (1974)
- Нандо Паррадо — «Диво в Андах[en]» (2006)
- Антон Кротков — «Вижити! У крижаному полоні» (2005)

### Фільми
- «Живі» («Alive») — режисер Френк Маршал[ru] (США, 1993)
- «Ті, що вижили в Андах» (Supervivientes de los Andes) — режисер Рене Кардона[ru] (Мексика, 1976)
- Живі: 20 років потому/ Alive: 20 Years Later [en] (1993)
- National Geographic: У пастці / Trapped (2007)
- Залишитися в живих. Диво в Андах / I Am Alive: Surviving the Andes Plane Crash(2010)
- Снігова спільнота / La sociedad de la nieve (2023)[12]

### Мультсеріали
- Рік і Морті (4 сезон 8 серія)